# Maria Fernanda Alves
 Maria Fernanda Barbato Alves (tiếng Bồ Đào Nha: [maˈɾi.ɐ feɾˈnɐ̃dɐ ˈawvis]; sinh ngày 17 tháng 4 năm 1983), còn được gọi là Nanda Alves, là một tay vợt người Brazil đã nghỉ hưu. Cô hiện đang được huấn luyện bởi cha cô Carlos và cựu cầu thủ quần vợt Thomaz Koch. Tính đến ngày 1 tháng 3 năm 2010, Alves được xếp hạng Thế giới số 262, và là cầu thủ được xếp hạng cao nhất của Brazil. Cô đã rất thành công tại ITF Circuit, giành được 18 giải đơn và 26 danh hiệu cho đến nay. Alves đã ra mắt WTA Tour tại Copa Colsanitas năm 2004. Alves nghỉ hưu với tư cách là cầu thủ quần vợt chuyên nghiệp, giải đấu cuối cùng của cô là vào năm 2016 Cúp quần vợt Brasil.

## Đời tư
Alves sinh ngày 17 tháng 4 năm 1983 với Carlos José Alves và Maria Cristina Barbato Alves, cả hai đều là những tay vợt chuyên nghiệp. Cô sống ở quê nhà Florianópolis, Santa Catarina. Alves bắt đầu chơi quần vợt từ lúc bốn tuổi, cùng với chị gái Maria Cláudia. Cùng với quần vợt, môn thể thao yêu thích của cô bao gồm bóng chuyền và bóng đá, và cô trích dẫn Pretty Woman và Notting Hill là những bộ phim yêu thích của cô. Cô cũng ngưỡng mộ các môn thể thao bãi biển. Alves được nuôi dạy với tôn giáo Công giáo La Mã.
Alves thường làm việc với trẻ em trong trại quần vợt của cha cô ở Florida, Một số người chơi trong trại Carlos Alves là cựu cầu thủ số 1 thế giới điển hình như Gustavo Kuerten, Marcelo Melo, André Sá và những người khác. Cô hiện đang được huấn luyện bởi cha cô Carlos và cựu cầu thủ quần vợt Thomaz Koch.